# Чигник (аэропорт)
Аэропорт Чигник (англ. Chignik Airport), (ИКАО: PAJC, FAA LID: AJC) — государственный гражданский аэропорт, расположенный в 3,7 километрах к северо-востоку от центрального делового района города Чигник (Аляска), США.

## Операционная деятельность
По данным статистики Федерального управления гражданской авиации США услугами аэропорта в 2008 году воспользовалось 800 человек, что на 21 % (1 017 человек) меньше по сравнению с предыдущим годом. Чигник включен FAA в Национальный план развития аэропортовой системы страны в качестве аэропорта, предназначенного для обслуживания авиации общего назначения.
Аэропорт Чигник находится на высоте 5 метров над уровнем моря и эксплуатирует одну взлётно-посадочную полосу:
- 2/20 размерами 792 x 18 метров с гравийным покрытием.

За период с 31 января 2008 года по 31 января 2009 года Аэропорт Чигник обработал 2 120 операций взлётов и посадок самолётов (в среднем 176 операций ежемесячно), из них 67 % пришлось на рейсы аэротакси и 33 % составила авиация общего назначения.